# Lotus Omega

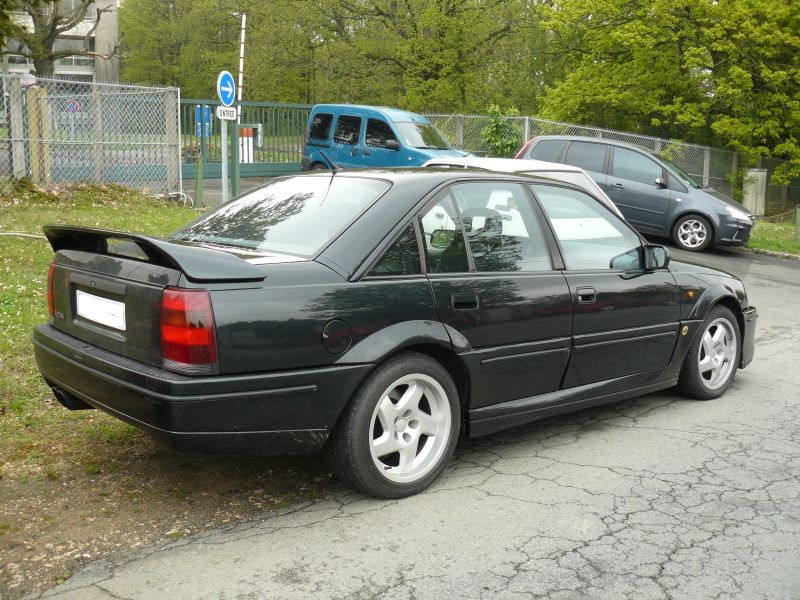
Lotus Omega

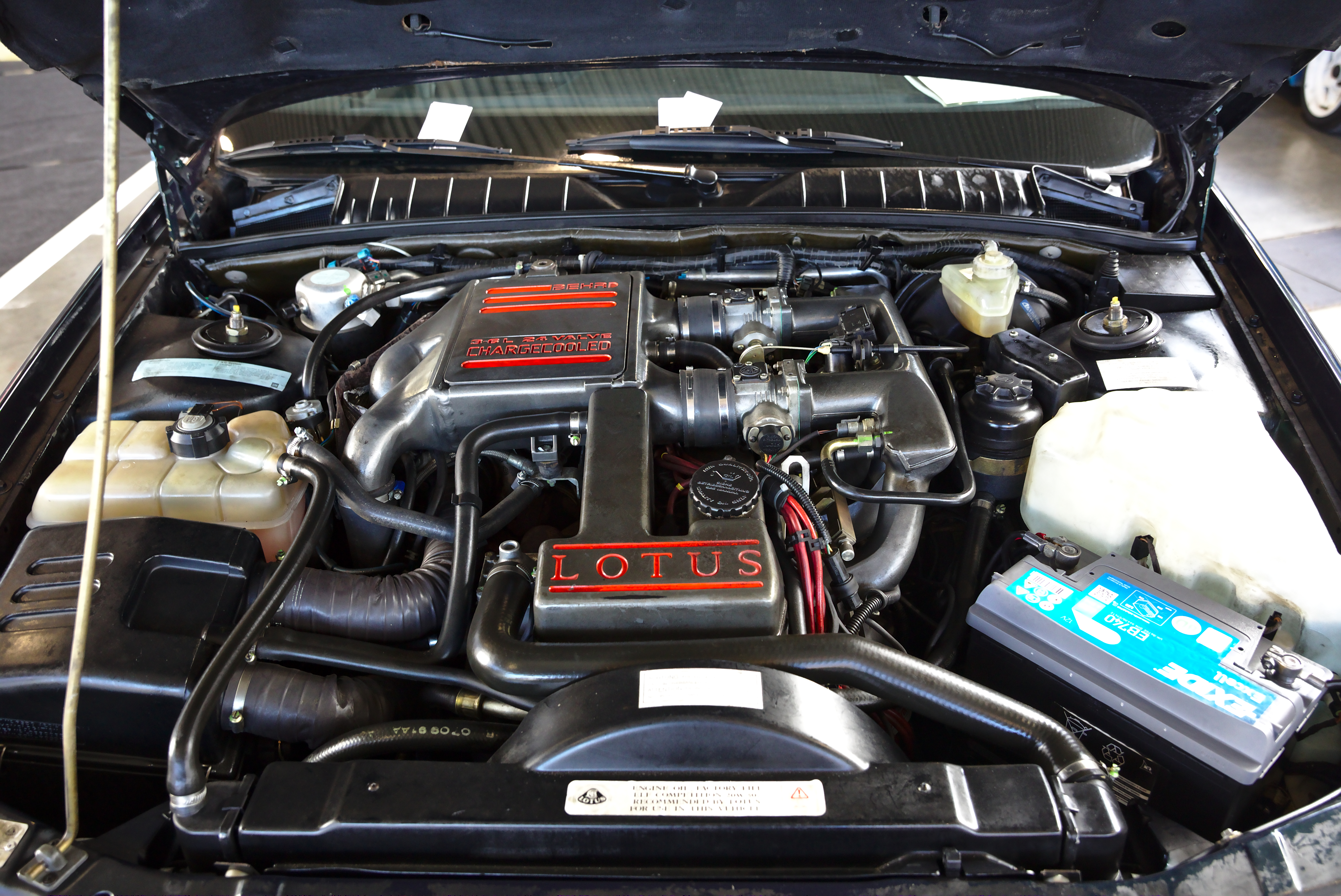

Lotus Omega — спортивний седан британського виробника автомобілів Lotus, заснований на основі Opel Omega і розроблений спеціалістами Лотоса та виготовлений у Великій Британії тиражем в кількості 988 екземплярів. Кузова доставлялися з штаб-квартири компанії Opel в Рюсельхаймі до Великої Британії. 3,0 літровий двигун (C30SE) також виробництва Opel доставлявся і перероблявся фахівцями Lotus.
Перероблений шестициліндровий двигун з чотирма клапанами на циліндр отримав об'єм в 3,6 літра (C36GET) і подвійний турбонаддув. Потужність становить 377 к.с. (277 кВт), максимальний крутний момент становить 557 Нм. Потужність передається через КПП від ZF, яка раніше використовувалась в Corvette C4.
Lotus Omega розганяється від 0 до 100 км/год за 5,4 секунди, а його максимальна швидкість досягається при 283 км/год.

## Двигун
- 3.6 L C36GET І6 бітурбо  377 к.с. при 5200 об/хв 568 Нм при 4200 об/хв